# 博覧館駅
座標: 北緯22度19分18.84秒 東経113度56分32.28秒 / 北緯22.3219000度 東経113.9423000度
博覧館駅（はくらんかんえき）は香港新界離島区赤鱲角に位置するMTR機場快線の駅である。

## 駅構造
- 島式・相対式ホーム2面2線の地上駅だが、普段使用しているのは相対式ホームとそのとなりにある線路1線のみである。ホームドア設置駅。

| のりば | 相対式ホーム          | 相対式ホーム         |
| のりば | ➊番線                 | ■機場快線 市区方面→  |
| のりば | 島式ホーム 一般未開放 |                      |
| のりば | -                     | ■機場快線 未使用線路 |

## 駅周辺
- 亜洲国際博覧館 - コンベンションセンター。駅名の由来。

## 改札・出口
- A - 亜洲国際博覧館の東入口
- B - 亜洲国際博覧館の西入口
  - 西展覧会場で活動があるときだけB出入口を開く。

## 歴史
- 2005年12月20日 - 開業。

## ギャラリー

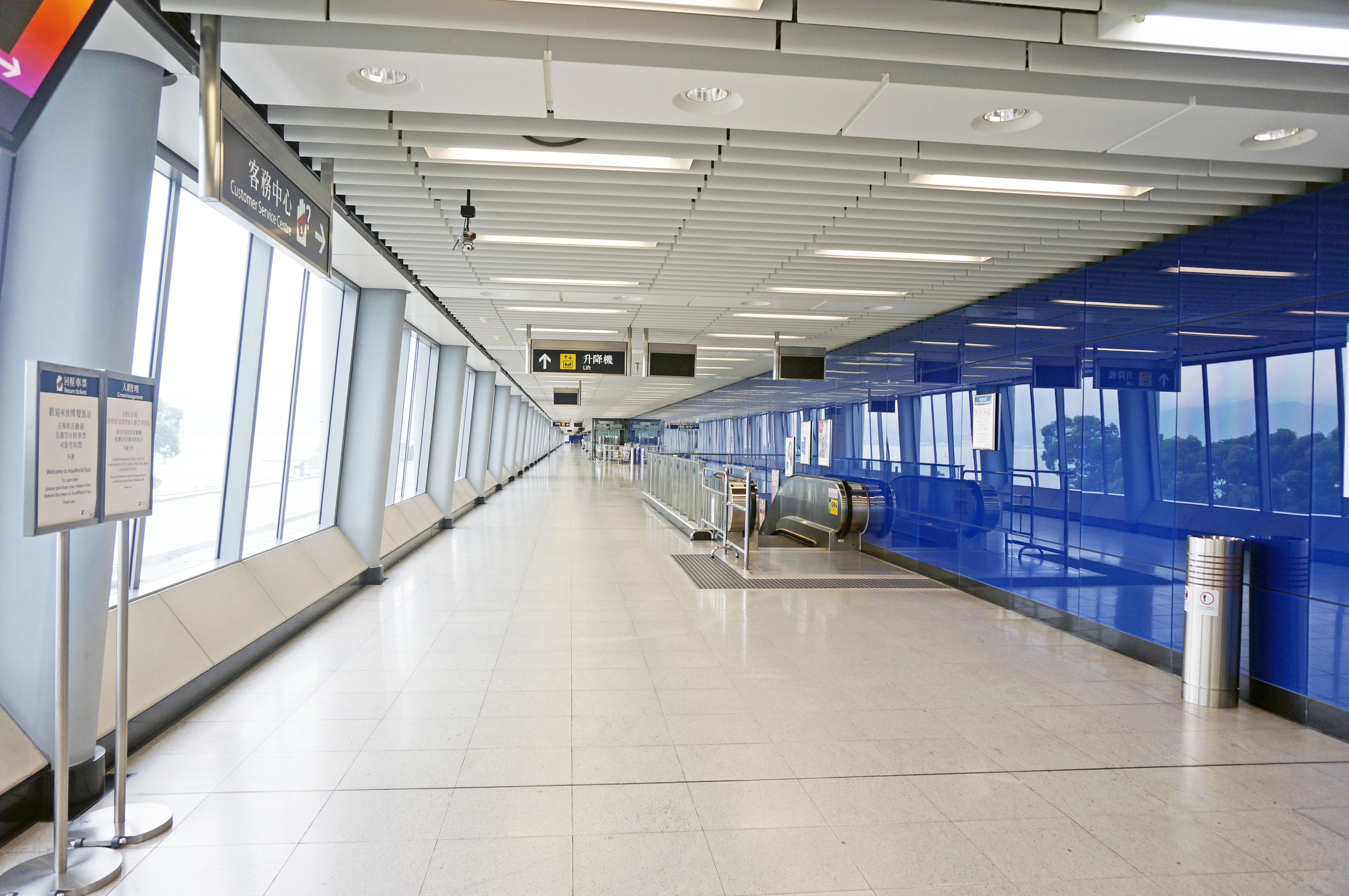
改札口
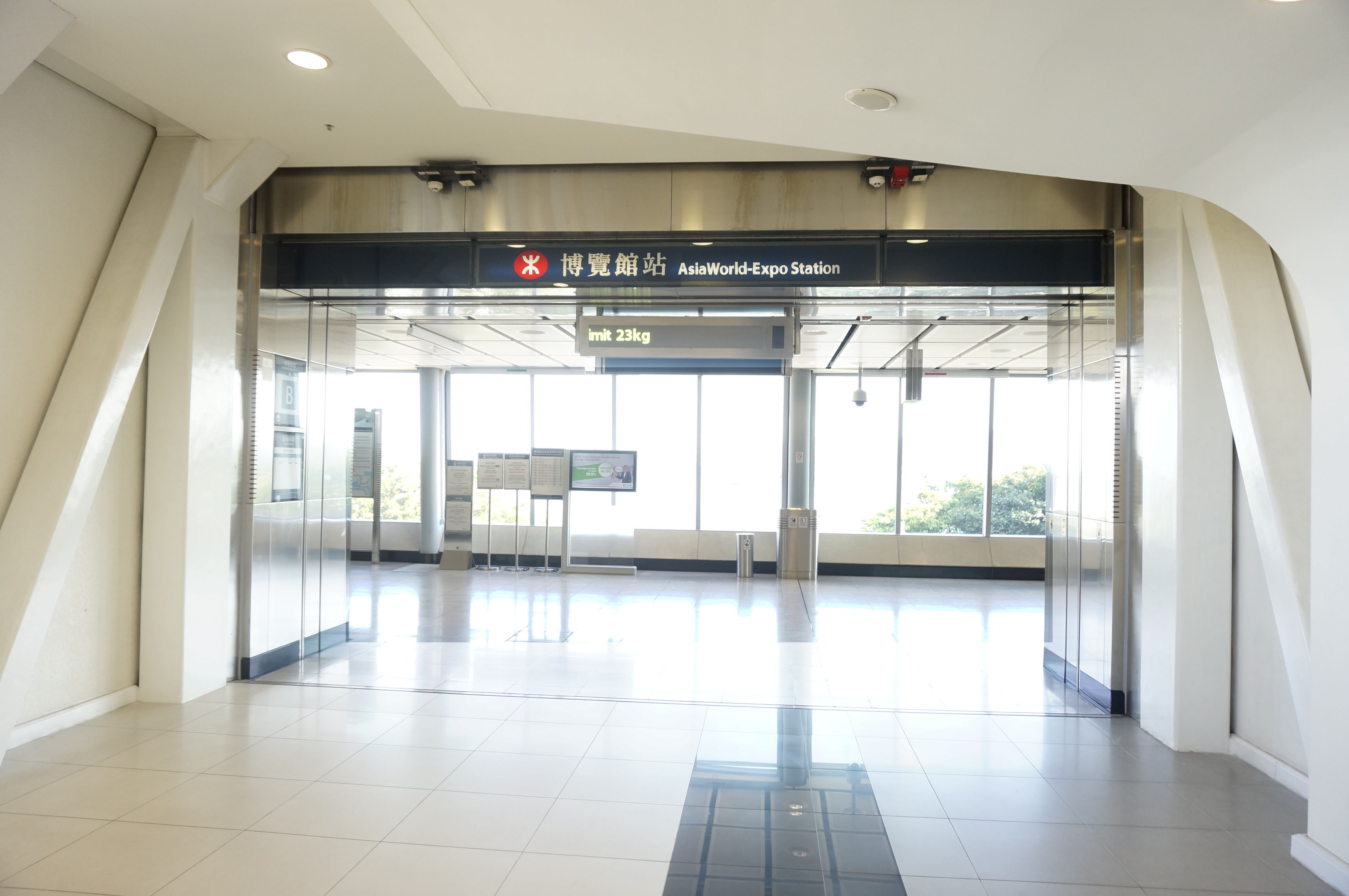
B出口方面
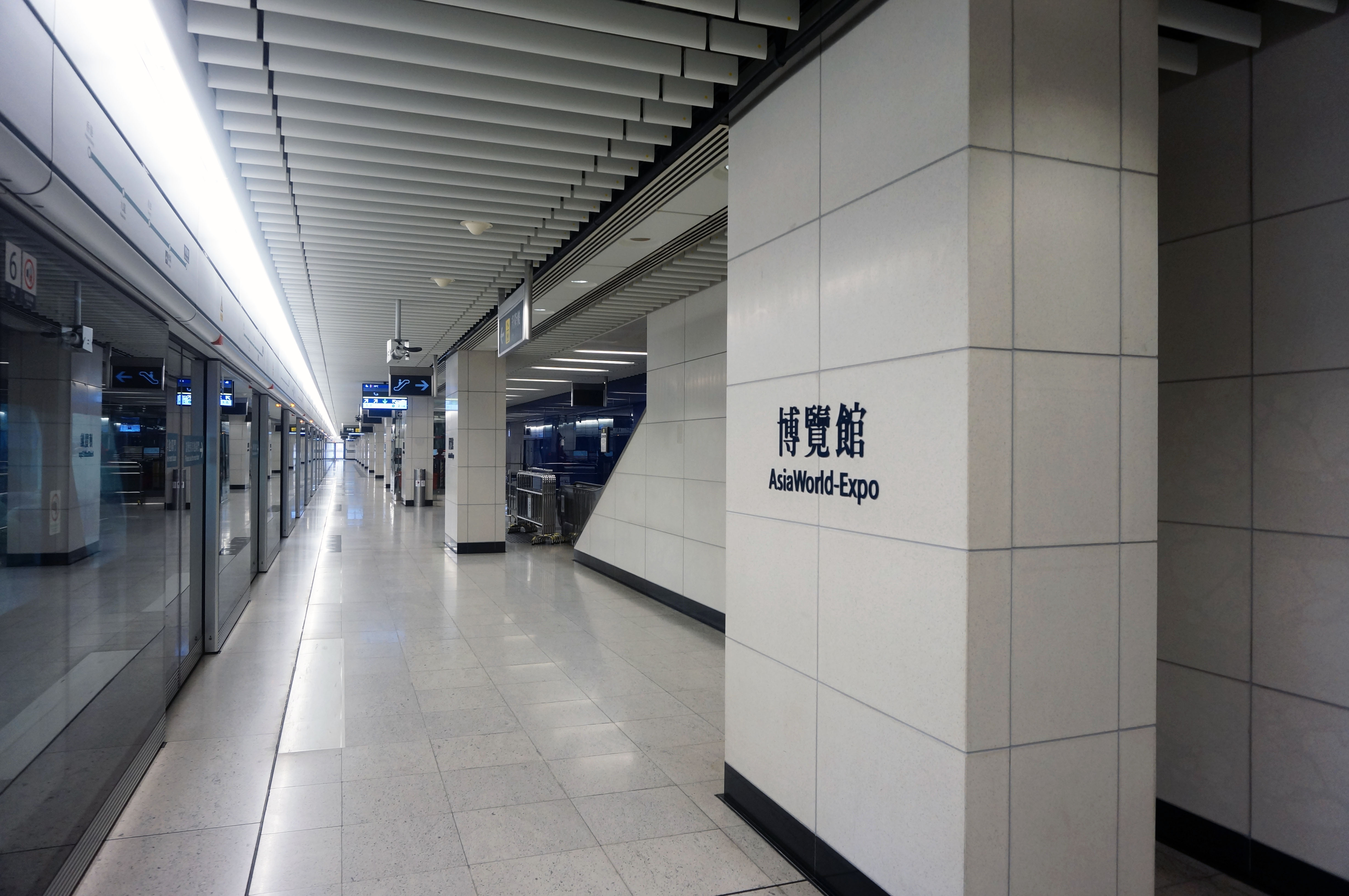
ホーム

## 隣の駅
香港鉄路
■機場快線
機場駅 - 博覧館駅